# (22465) Karelanděl
(22465) Karelanděl, désignation internationale (22465) Karelandel, est un astéroïde de la ceinture principale.

## Description
(22465) Karelandel est un astéroïde de la ceinture principale. Il fut découvert le 15 janvier 1997 à l'Observatoire Kleť par Miloš Tichý et Zdeněk Moravec. Il présente une orbite caractérisée par un demi-grand axe de 2,46 UA, une excentricité de 0,18 et une inclinaison de 2,3° par rapport à l'écliptique.

## Compléments